# Healthy Lifestyle
A Healthy Lifestyle egy  2006-os dancehall album  Lutan Fyah-tól.

## Számok
1. Thief In Jah Garden (3:53)
2. Recompence (3:36)
3. Rough A Yard (3:34)
4. You Can Do It (3:56)
5. No More Suffering (4:07)
6. Mama's Love (3:19)
7. Children Are Mine (3:53)
8. Hound Dog (3:18)
9. No Draw No Blood (3:29)
10. Natural Herbs (3:51)
11. Healthy Lifestyle (3:39)